# Seriphidomyia bajansulu
Seriphidomyia bajansulu är en tvåvingeart som beskrevs av Fedotova 2001. Seriphidomyia bajansulu ingår i släktet Seriphidomyia och familjen gallmyggor.
Artens utbredningsområde är Kazakstan. Inga underarter finns listade i Catalogue of Life.